# ABX.HE
Der ABX.HE (meist kurz ABX) ist eine Familie von Finanzindices (ähnlich einem Börsenindex), der die Marktentwicklung des ABS-Marktes für Subprime-Hypothekenpapiere wiedergeben soll. Der ABX wird als Basiswert für Index CDS verwendet. 
Der ABX ist ein Produkt der Firma Markit und existiert seit 2006. Ihm wurde im Zuge der Subprime-Krise ein erhöhtes Interesse zuteil.

## Konstruktion
Die Indexfamilie besteht aus 6 Einzelindices, die sich jeweils auf Subprime-RMBS der Ratingstufen AAA, AA, A, BBB bzw. BBB- beziehen. In einem Index sind Credit Default Swaps (CDS) 20 Subprime-RMBS mit einem entsprechenden Emissionsrating zusammengefasst, die innerhalb eines Halbjahres emittiert wurden. In ca. halbjährlichem Abstand werden sechs neue Indexserien aufgelegt, die sich auf im jeweils vorangehenden Halbjahr emittierte RMBS beziehen. Die erste Indexserie, die mit 06-01 bezeichnet wird, wurde im Januar 2006 aufgelegt und bezog sich auf RMBS aus dem zweiten Halbjahr 2005.
Für die den Indices zugrundeliegenden RMBS sind eine Anzahl Kriterien definiert. Welche RMBS genau in den Indexserien berücksichtigt werden, wird durch eine Umfrage bei den ABX-Market Makern ermittelt. Tendenziell wird es sich um Papiere handeln, die über einen vergleichsweise liquiden CDS-Markt verfügen.
Die Konstruktion der im Index zusammengefassten CDS weist einige Besonderheiten auf (vergleiche hierzu die Konstruktion eines normalen CDS):
- Die vom Sicherungsnehmer zu zahlende Prämie ist fix. Bei einer Änderung der Bonitätseinschätzung des Basiswerts bleibt die Prämie also gleich, stattdessen wird bei Vertragsabschluss eine Ausgleichszahlung vorgenommen, die den Unterschied zwischen aktueller Risikoprämie und der in den Vertragsbedingungen des CDS festgelegten Prämie ausgleicht. Infolgedessen notieren die ABX-Indices auch nicht als eine Risikoprämie (wie z. B. der iTraxx), sondern auf Preisbasis. Die Abweichung des Index von 100 („pari“) entspricht der Ausgleichszahlung.
- Kommt es bei einem der zugrundeliegenden RMBS zu einem Zahlungsausfall, wird der CDS nicht beendet. Es kommt zu einer Ausgleichszahlung an den Sicherungsnehmer, und der CDS läuft weiter.

## Einsatz und Markt
Der ABX bietet Marktteilnehmern die Möglichkeit, Positionen im Subprime-Markt abzusichern oder in den Markt zu investieren bzw. dort zu spekulieren. Durch den Index können Marktteilnehmer Long- oder Shortpositionen eingehen, ohne die eigentlichen Wertpapiere zu kaufen oder leer zu verkaufen. Der ABX erleichtert auch komplexere Spekulationen, wie beispielsweise Wetten auf eine unterschiedliche Wertentwicklung verschiedener Ratingsegmente des Subprime-Marktes (sog. Relative Value Arbitrage).
Da für den Index Market Maker existieren, weist er tendenziell eine höhere Liquidität als viele RMBS bzw. CDS auf RMBS auf. Die weitgehende Standardisierung von Dokumentation und Geschäftsabwicklung über das Clearinghaus DTCC vereinfacht das Geschäft gegenüber weniger standardisierten CDS. 
Da sich der ABX auf einen standardisierten Korb von RMBS handelt, wird ein Investor eine eigene Position in RMBS nur selten exakt absichern können. In den meisten Fällen wird jedoch das abzusichernde Portfolio eine andere Zusammensetzung als der Index haben, so dass ein Basisrisiko verbleibt. 
Da infolge der Subprime-Krise die Liquidität der Märkte für ABS mit Subprime-Bezug stark zurückgegangen ist, ist der ABX als Preisindikator für solche Produkte wichtig. Es wurden dabei aber auch von Marktteilnehmern Bedenken geäußert, dass der starke Kursverfall des ABX in der Krise die tatsächlichen Ausfallrisiken überzeichne.

## Der TABX
Der vom ABX abgeleitete TABX ist als Index für CDOs, die auf Subprime-RMBS beruhen, emittiert worden. Der TABX beruht auf den ABX-Indices für die Ratingstufen BBB und BBB- und das erste und zweite Halbjahr 2006 (Indexserien 06-02 und 07-01). Er gibt den Wert der Tranchen eines theoretischen CDO wieder, der auf den Subprime-RMBS der genannten ABX-Serien beruht.

## Name
Der Zusatz „.HE“ steht für „Home Equity“ und soll die Indexfamilie von anderen von Markit geplanten Indexfamilien abgrenzen, die sich auf andere Typen von ABS beziehen sollen („.AU“ für „Auto Loans“, „.CC“ für „Credit Cards“, „.SL“ für „Student Loans“, „.XX“ für „Others“).